# Nguyên tố siêu urani
Trong hóa học, các yếu tố siêu urani là các nguyên tố hóa học với số nguyên tử lớn hơn 92 (số nguyên tử của urani). Không nguyên tố nào trong số những nguyên tố thuộc nhóm này ổn định và tất cả đều phân rã phóng xạ thành nguyên tố khác.

## Tổng quan

Bảng tuần hoàn nguyên tố với các màu theo chu kỳ bán rã của đồng vị ổn định nhất của chúng.
Các nguyên tố ổn định;
Các nguyên tố phóng xạ với các đồng vị tồn tại rất lâu. Chu kỳ bán rã của chúng hơn 4 triệu năm khiến chúng ít hay hầu như không phóng xạ;
Các nguyên tố phóng xạ có thể có ảnh hưởng thấp đến sức khỏe. Các đồng vị ổn định nhất của chúng có chu kỳ bán rã từ 800 đến 34.000 năm. Do điều này, chúng luôn luôn có ứng dụng thương mại;
Các nguyên tố phóng xạ được biết đến là gây ra nguy cơ cao. Các đồng vị ổn định nhất của chúng có chu kỳ bán rã từ một ngày đến 103 năm. Do tính phóng xạ của chúng nên chúng ít có tiềm năng sử dụng thương mại;
Các nguyên tố có tính phóng xạ cao. Các đồng vị ổn định nhất của chúng có chu kỳ bán rã từ một phút đến một ngày. Chúng tỏ ra cực kỳ nguy hiểm cho sức khỏe. Ít trong số chúng nhận được nghiên cứu cơ bản bên ngoài;
Các nguyên tố có tính phóng xạ cực cao. Người ta ít biết về chúng do tính phóng xạ và tính bất ổn định cực cao của chúng.

Trong số các yếu tố có số nguyên tử 1-92, tất cả ngoài trừ 4 nguyên tố (Tecneti, promethi, astatin, và franci) xuất hiện với số lượng có thể dễ dàng phát hiện được trên Trái Đất, có các đồng vị ổn định, hoặc chu kỳ bán rã rất dài, hoặc được tạo ra như là sản phẩm chung của phân rã của urani.
Tất cả các yếu tố với số nguyên tử cao hơn, tuy nhiên, đã được đầu tiên được phát hiện trong phòng thí nghiệm, khác với neptuni và plutoni. Tất cả chúng đều phóng xạ, với chu kỳ bán rã ngắn hơn nhiều so với tuổi của Trái Đất, do đó, bất kỳ nguyên tử của các yếu tố này, nếu chúng đã có mặt tại sự hình thành của Trái Đất, có từ lâu bị phân rã. Một lượng nhỏ neptuni và hình thức plutoni trong một số đá giàu urani, và một lượng nhỏ được sản xuất trong các thử nghiệm khí quyển vũ khí nguyên tử.